# Троттер, Алессандро
Алессандро Троттер (итал. Alessandro Trotter; 1874—1967) — итальянский ботаник, миколог и энтомолог.

## Биография
Алессандро Троттер родился 26 июля 1874 года в городе Удине в Италии. С детства Троттер интересовался галлами, был знаком с Каро Массалонго и другими итальянскими энтомологами. Первую научную работу, посвящённую галлам, издал в 1897 году в возрасте 21 года. Алессандро стал доктором философии в Падуанском университете, в 1899 году начал работать ассистентом по ботанике. С 1899 по 1909 Троттер активно путешествовал по Италии, собирал образцы грибов и насекомых, издал около 20 научных публикаций. Алессандро Троттер был женат на дочери Пьера Андреа Саккардо. В 1900 году он начал издавать каталог галлов Cecidotheca italica, найденных им в Италии, в котором описывалось 575 галлов. В 1902 году Троттер основал журнал Падуанского университета под названием Marcellia в честь Марчелло Мальпиги. Троттер был профессором естествознания и фитопатологии в виноградарской школе в Авеллино, а также профессором фитопатологии в Сельскохозяйственном институте в Портичи. Алессандро Троттер скончался 22 июля 1967 года в городе Витторио-Венето в возрасте 92 лет.
Троттер принимал участие в написании 24-го и 25-го томов труда Пьера Саккардо Sylloge fungorum.
Гербарные образцы, собранные Алессандро Троттером, хранятся в гербарии Неаполитанского университета имени Фридриха II в Портичи (POR) и в гербарии Падуанского университета (PAD). Некоторые образцы бели перевезены в Хельсинкский университет (H) и Будапештский университет (BPU). Письма Троттера находятся в Женевском ботаническом саду в Швейцарии.

## Некоторые научные работы
- Saccardo, P.A., Saccardo, F., Trotter, A. (1895). Florula del Montello
- Trotter, A. (1900). I micromiceti dell galle
- Trotter, A. (1905). Il plancton del Lago Laceno
- Trotter, A. (1905). Osservazioni ed aggiunte alla Flora irpina
- Trotter, A. (1905). Uredinales // in Traverso, G.B. Flora Italica Cryptogamica
- Trotter, A. (1907). La fitogeografica dell' Avellinese
- Negri, C., Trotter, A., et al. (1909). Lo stato attuale delle conoscenze sulla vegetazione dell’Italia
- Trotter, A., Romano, M. (1912). Primi materiali per una lichenologia Irpina
- Trotter, A. (1912). Gli elementi balcanico-orientali della flora italiana
- Trotter, A. (1912). Addizioni alla flora libica
- Trotter, A., Romano, M. (1914). Sulla flora di M. Crispiniano
- Trotter, A. (1915). Nuovi materiali per una flora della Tripolitania
- Trotter, A. (1915). Flora economica della Libia
- Saccardo, P.A., Trotter, A. (1920). I funghi dell' Avellinese
- Saccardo, P.A., et al. (1924—1928). Sylloge fungorum vol. 24—25.

## Грибы и насекомые, названные в честь А. Троттера
- Neotrotteria Sacc., 1918 [syn.  Acanthonitschkea Speg., 1908]
- Trotteria Sacc., 1919 [syn.  Actinopeltis Höhn., 1907]
- Trotterula Speg., 1921 [syn.  Chaetothyrium Speg., 1888]
- Coryneum trotterianum C.Massal., 1914
- Cubaniella trotteri Rosso, 1930 [syn.  Tanaostigmodes trotteri (Rosso, 1930)]
- Gloeosporium trotteri Fiore, 1932
- Phaeosphaerella trotteri Sacc., 1916
- Ramularia trotteriana Sacc., 1902